# Néstor Camacho
Néstor Abrahan Camacho Ledezma, mais conhecido como Néstor Camacho, ou simplesmente Camacho, (Villa Florida, 15 de outubro de 1987), é um futebolista paraguaio que atua como atacante. Atualmente joga no Sportivo Trinidense.